# 细胞计数法
细胞计数法是一组用来测量不同细胞参数的生物方法的统称。
细胞计数法一般可用来测量细胞大小，细胞周期，细胞脱氧核糖核酸，并可测定特定蛋白质的存在与否等等。